# Два краљевства
Два краљевства (порт. Deus Salve o Rei) бразилска је теленовела, продукцијске куће Реде Глобо, снимана 2017. и 2018.
Серија се емитује од 16. фебруара 2020. године на каналу Нова у Србији.

## Радња
Прича прати краљевства Монтемор и Артена, најмоћнија у фиктивној регији названа Калија, у периоду око 1300. године. Током много година, краљевства живе у миру и одржавају договор о снабдевању водом, ресурсом који недостаје Монтемору, али га има много у Артени.
У замену за воду, Монтемор производи руде за Артену. Деценијама, краљица Криселија де Монферато води краљевство Монтемор часно и праведно. Како је оболела, спрема последње здање, отварање аквадукта, конструкцију која најављује да је недостатку воде крај.
Међутим, језеро које би послужило као извор је пресушило. Услед пропасти пројекта, краљевство започиње експедицију у потрази за новим изворима воде. Са друге стране, краљевство Артена води разуман и поштен Аугусто де Луртон који одржава мир међу краљевствима. 
Међутим, његова ћерка, прицеза Катарина, сазнавши за деликатну ситуацију у Монтемору, планира да поново склопи договор са суседним краљевством, али и да ојача војску за могуће битке.

## Улоге
| Глумац             | Улога      |
| ------------------ | ---------- |
| Марина Руј Барбоса | Амалија    |
| Џони Масаро        | Родолфо    |
| Ромуло Естрела     | Афонсо     |
| Бруна Маркезине    | Катерина   |
| Рената Домингес    | Белиса     |
| Рикардо Переира    | Виржилио   |
| Тата Вернек        | Лукресија  |
| Розамарија Муртињо | Криселија  |
| Кајо Блат          | Касио      |
| Винисијус Ред      | Тијаго     |
| Бија Арантес       | Брајс      |
| Тарсизио Фиљо      | Деметријус |
| Марсело Аиролди    | Ромеро     |
| Маркос Оливејра    | Хераклит   |
| Марија Маноела     | Миртес     |
| Дејзи Позато       | Бетани     |
| Кристијана Помпео  | Матилда    |